# おひさまがいっぱい
『おひさまがいっぱい』は、1996年10月21日から12月6日にTBS「花王 愛の劇場」枠にて放送された昼ドラマである。全35話。

## 概要
両親がいない5人兄弟とヒロインの対立と交流を通して、人の愛情を描く。

## あらすじ
雑誌の契約ライターの晶は5人で暮らす水島家の兄弟と知り合いになる。両親がいなくても、長男・啓太を中心に明るく生きる水島家を記事にしようとした晶だが、啓太に大反対される。諦めきれない晶は掲載の許可を得ようと水島家に通う内に、彼らと深く関わることになる。

## 登場人物
浜田 晶：田中広子
水島家を取材している。
浜田 幹二：藤村俊二
晶の父親。
浜田 美子：藤田弓子
晶の母親。
水島 啓太：櫻庭博道
水島家の長男。父・実母・継母は死亡して、妹弟達と暮す。妹弟とは異母兄。
水島 萌：勇静華
水島家の長女。
水島 真人：倉貫匡弘
水島家の二男。
水島 聡：大場俊輔
水島家の三男。
水島 未来：山本奈々
水島家の長女。
中村 純一：佐戸井けん太
晶の上司の編集長。
山本 あや：佐々木すみ江
晶の祖母。
水島 時子：一柳みる

浜田 真弓：宮田早苗

浜田 絵夢：関友香

原田 洋子：鈴木佳

ミヤガワ：金子統昭
萌の同級生。

## スタッフ
- 演出 - 赤羽博、和田豊彦、江口正和
- 脚本 - 吉本昌弘
- プロデューサー - 柴崎正
- 音楽 - 吉田明彦
- 制作 - TBS、AVEC

## 主題歌
- 「僕は君が好きだよ」

作詞・作曲：割田康彦/編曲：割田康彦・小西貴雄/歌：東京Qチャンネル（EMIミュージック・ジャパン）